# Троице-Лобаново
Троице-Лобаново — село в Ступинском районе Московской области России.

## География
Село находится в Аксьинском сельское поселении (до 2005 года — Большеалексеевском сельском округе) на реке Благуше (по некоторым сведениям — Брусенке).

### Улицы
| - Ароматная улица - Дачная улица - Дачный переулок - Дружбы улица - Каштановая улица - Липовая улица - Лобановская улица - Лобановский проезд | - Лобановский 2-й проезд - Луговая улица - Луговой проезд - Луговой тупик - Луговой 2-й проезд - Луговой 2-й тупик - Медовая улица - Мира улица | - Полевая улица - Полевой проезд - Полевой 2-й проезд - Троицкая улица - Троицкий проезд - Центральная улица |

## Флора и фауна
К интересным особенностям фауны этих мест можно отнести обитание пчёл-плотников в 1940—1950-х годах в с. Троице-Лобаново и Б. Алексеевское. Эти пчёлы, одиночные, чёрного цвета, занесены в Красную книгу, поскольку это быстро сокращающийся в численности вид. В 2009 году особь пчелы-плотника была зафиксирована в окрестностях деревни Буньково той же местности.В окрестностях Троице-Лобаеово замечены бобры и их плотины на речке, а также хорьки, которые совершают набеги на курятники местных жителей.

## История села

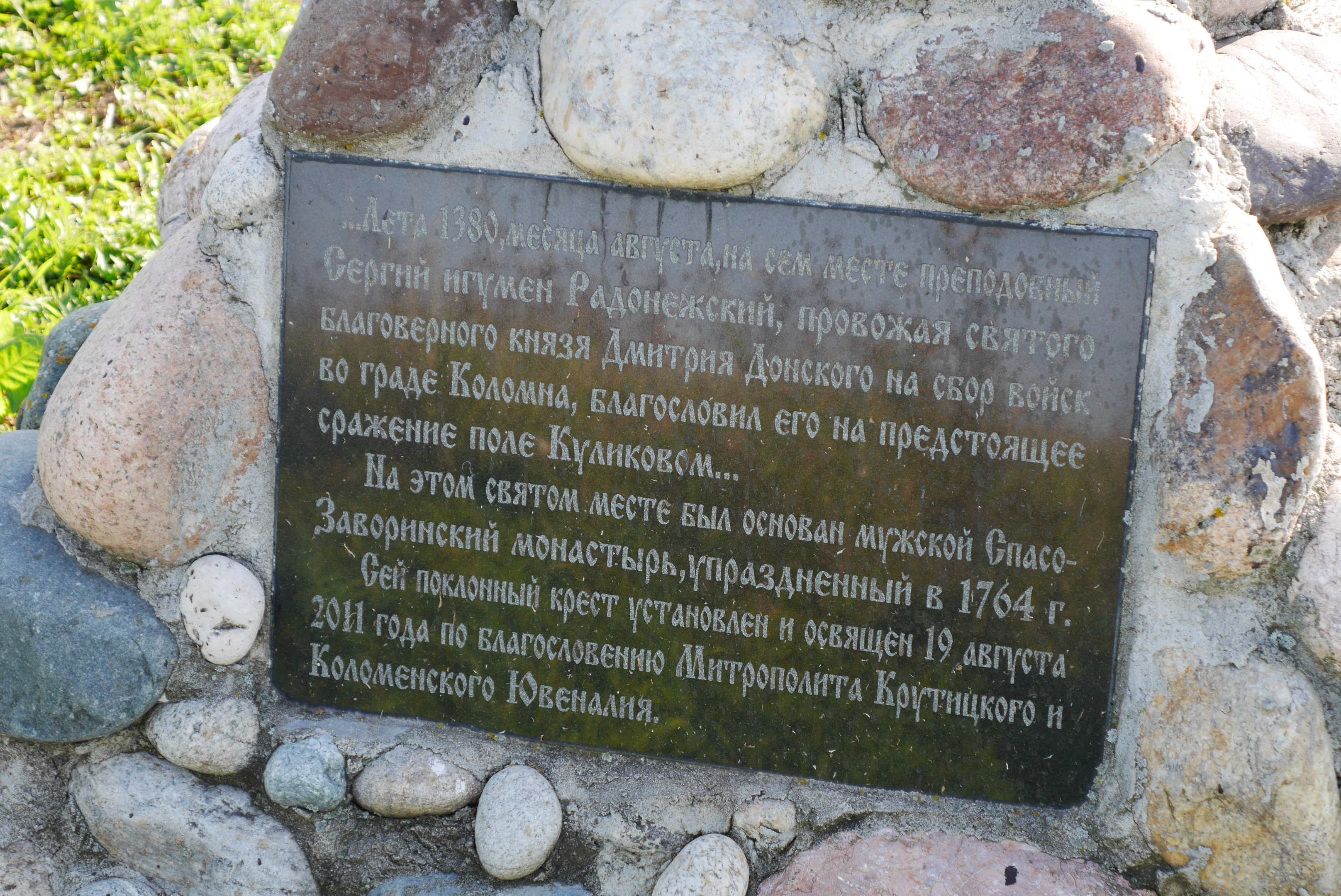
Селище Троице-Лобаново

Это село возникло не позднее XVI века, что подтверждают исторические карты С. Б. Веселовского и В. Н. Перцова и на рубеже XVI—XVII веков являлось вотчиной окольничего И. И. Годунова. Оно входило в Левычинский стан Коломенского уезда до административной реформы в XVIII веке. В Смутное время здесь произошла битва под Троицким, в которой участники восстания Болотникова разгромили царское войско накануне осады Москвы 1606 года. Троице-Лобановым в XVII веке владели князья Лобановы-Ростовские, которые в XVIII веке передали Троице-Лобаново в приданое княжне Прасковье Михайловне Лобановой-Ростовской, вышедшей замуж за Семена Федоровича Волконского.
Далее село переходит внебрачному сыну Екатерины 2 и графа Г. Г. Орлова — графу А. Г. Бобринскому, составителю гербовника Дворянских родов.
Позже село купили у графа Бобринского Азанчевские (первый владелец библиотекарь-архивист П. М. Азанчевский) и владел усадьбой с 1833 по 1866 год. Впоследствии усадьба переходит его сыну музыканту М. П. Азанчевскому, который владел усадьбой до 1881 года. В адрес-календаре на 1890 год упомянута усадьба в Троице-Лобаново за Софьей Николаевной Азанчевской (урожд. Ладыженской), которая владела усадьбой с 1890—1911 год.
В дореволюционной России село Троице-Лобаново было волостным центром Бронницкого уезда, главой волостного центра был, по данным на 1890 год, крестьянин, старшина Иван Трифонович Солонин. В волость входили села Агашкино, Акатово, Авдотьино, Каменка, Никоновское, Натальино, Покровское, Ярцево, Хирино и т. д. В Троице-Лобаново были [земская школа] и квартира урядника.
По данным на 1926 год, Троице-Лобаново было центром Троице-Лобановской волости Бронницкого уезда и центром совхоза.
В 1929 году село выходит из состава Бронницкого уезда и становится частью Малинского района, а в 1957 году в результате укрупнения — в Ступинский район.
С 2005 года Троицкое-Лобаново входит в сельское поселение Аксиньинское.

## Достопримечательности

### Троицкая церковь

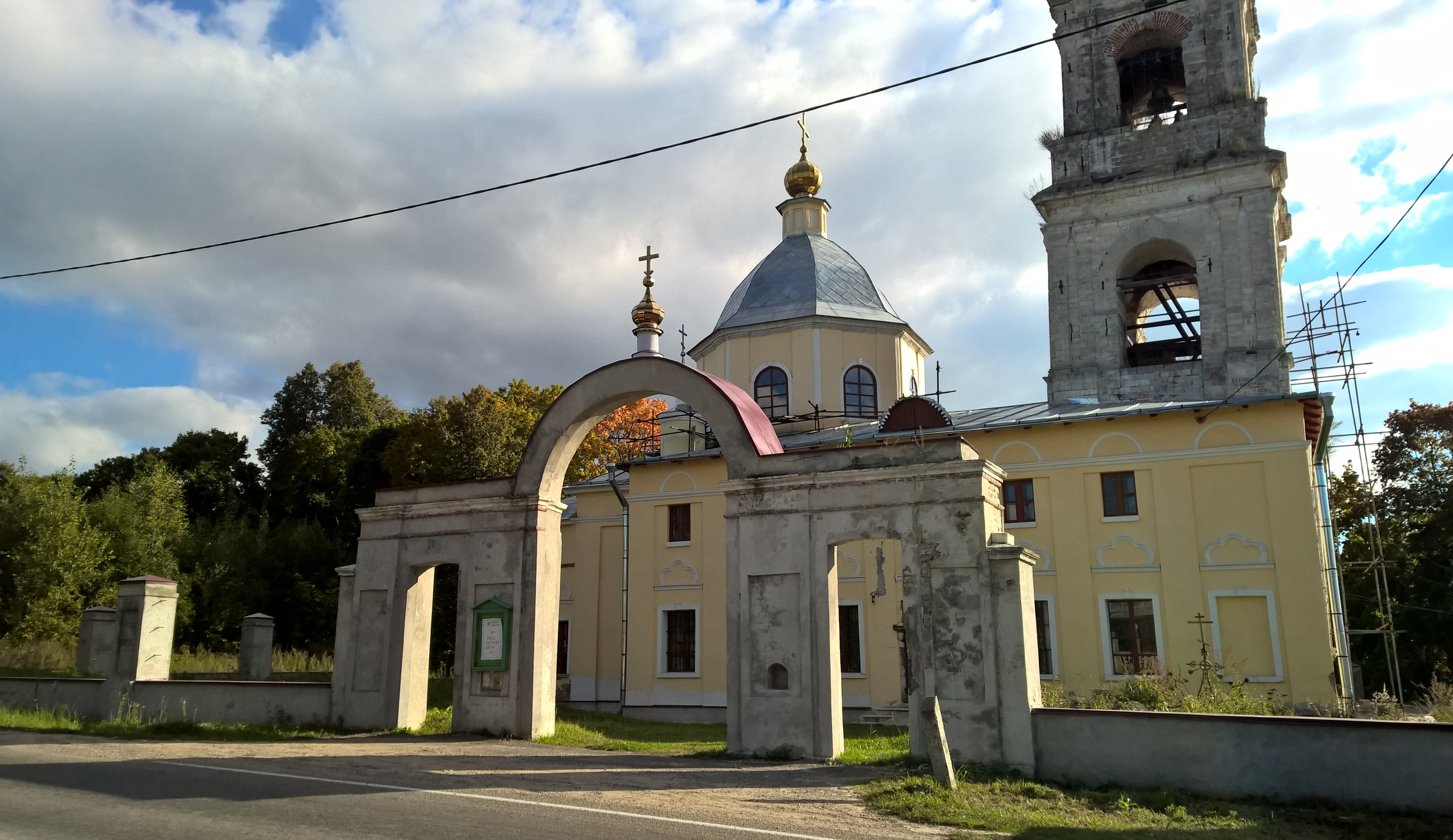
Ворота ограды Троицкой церкви

Церковь Троицы Живоначальной была выстроена, по некоторым источникам, не позднее 1578 года, освящена при царе Алексее Михайловича и Патриархе Иосафе II, имеет два придела — Успенский и Никольский. Видимо, с этим годом связано первое упоминание в Писцовых книгах Московского государства. При Волконских, в 1767 году, была построена каменная колокольня Троицкой церкви. При церкви имелось кладбище.

### Усадьба
По сей день в Троице-Лобаново можно найти остатки усадебного комплекса, построенного в основном П. М. Азанчевским («поручитель» за невесту при венчании Н. Н. Гончаровой с А. С. Пушкиным). В нём в советский период размещался пионерский лагерь. Остались пруды, в одном из которых ныне устроено футбольное поле, руины строений, два флигеля, остатки обширного сада и парка.

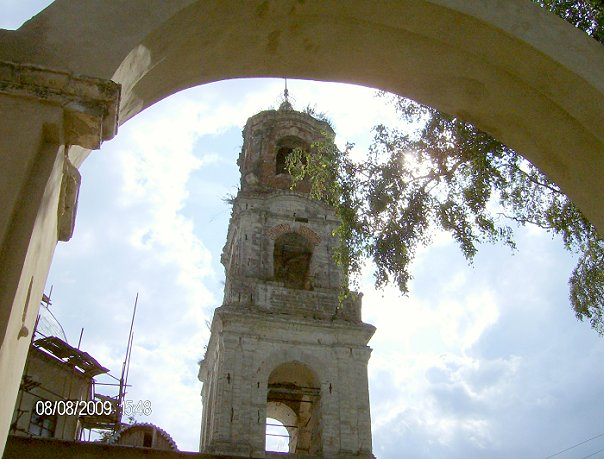
Троицкий храм в Троице-Лобаново
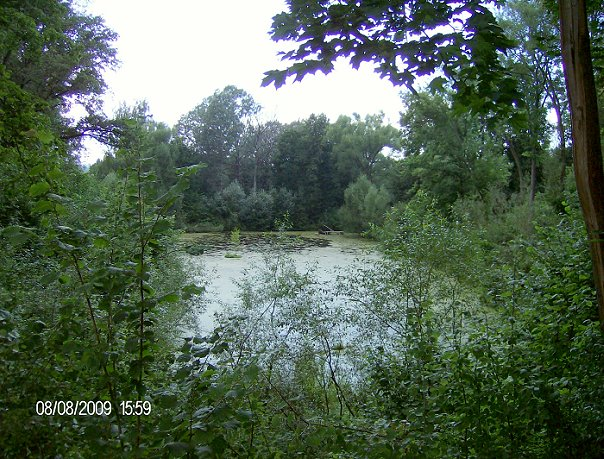
Пруд в усадьбе Троицкое-Лобаново
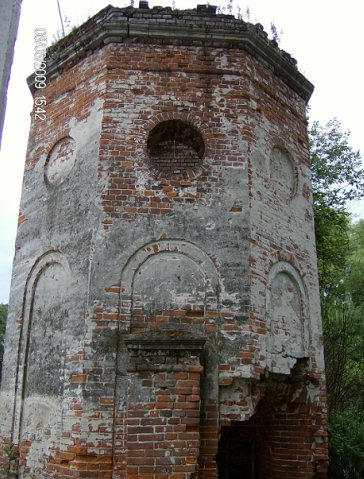
Башня церковной ограды в Троице-Лобаново
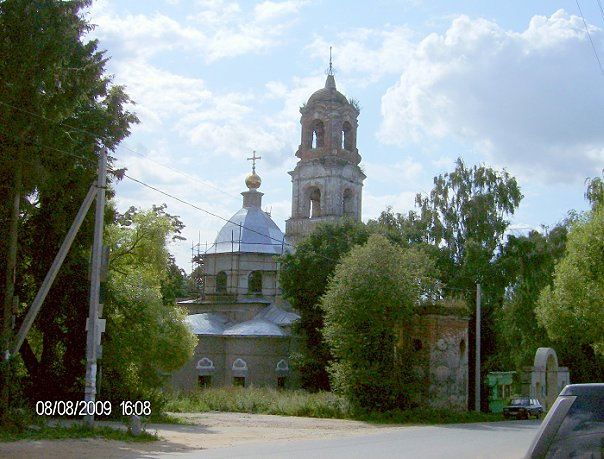
Храм в Троице-Лобаново
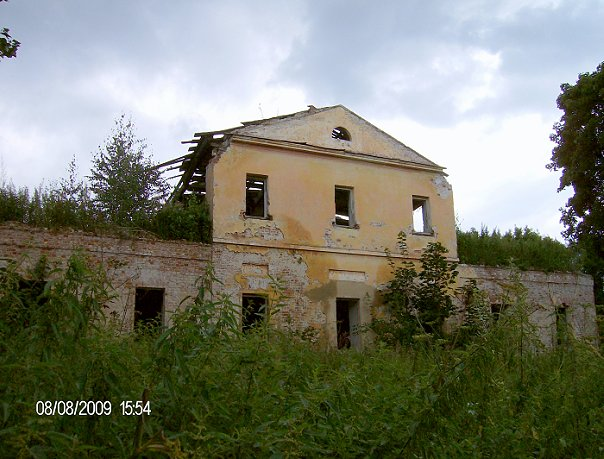
Остатки усадьбы Троице-Лобаново

## Люди, связанные с селом
- Семён Гаврилович Щербаков родился в 1877 году в селе Троицкое-Лобаново. Был инструктором-крупчатником правления «Союзхлеб», жил в Москве.Был репрессирован в 1930 году.[6]
- Юрий Иванович Чернов, академик РАН (Отделение общей биологии) родился 8 января 1934 г. в селе Троицкое-Лобаново.[7]